# José Ramón Narro Robles

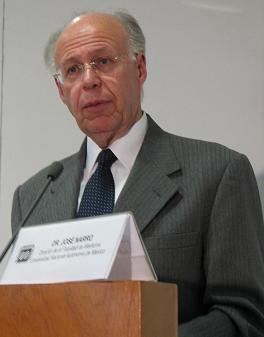
José Ramón Narro Robles

José Ramón Narro Robles (* 5. Dezember 1948 in Saltillo) ist ein mexikanischer Mediziner, Politiker und amtierender Rektor der Universidad Nacional Autónoma de México (UNAM). Er ist Mitglied der Partido Revolucionario Institucional (PRI) und dort Präsident der Fundación Siglo XXI (dt.: Fundament 21. Jahrhundert).

## Biografie
Narro studierte an der medizinischen Fakultät der UNAM und schloss dieses 1973 mit dem Titel als chirurgischer Mediziner (Médico cirujano) und Ehrenerwähnung ab. Ab Januar 1974 gehörte er zum medizinischen Personal der UNAM. Es folgten die Postgraduate studies am medizinischen Campus der University of Birmingham von 1976 bis 1978.

### Ämter und Funktionen an der UNAM
An der UNAM war er Leiter des Departements für allgemeine Familien- und Gemeinschaftsmedizin, Generaldirektor für die akademische Flächendeckung, Generaldirektor für Planungswesen, Generalsekretär und 2002 als Rektoratsrepräsentant Koordinator der Sonderkommission für die universitäre Reform. Weiterhin war er ab Februar 2003 über zwei Amtsperioden Direktor der medizinischen Fakultät und ist seit 17. November 2007 Universitätsrektor.

### Öffentliche Ämter
Narro war Generaldirektor für öffentliches Gesundheitswesen im Gesundheitsministerium des Distrito Federal, Generaldirektor der medizinischen Dienste im Department des Distrito Federal, Generalsekretär des Instituto Mexicano del Seguro Social und Präsident des Instituto Nacional de Ecología.
Im Secretaría de Gobernación war er Untersekretär für Population und Migrationsdienste und war im Secretaría de Salud im Bereich Gesundheitsdienst und Sektorkoordination tätig. Er war Berater der Weltgesundheitsorganisation (WHO) und verschiedener nationaler und internationaler Gesundheitsorganisationen.
Er verfasste zahlreiche Fachartikel, ist Mitglied mehrerer wissenschaftlicher und medizinischer Verbindungen und erhielt für seine Arbeit verschiedene Ehrendoktorate.